# Tadeusz Brzozowski
Tadeusz Brzozowski (Königsberg, 21 ottobre 1749 – Polack, 5 febbraio 1820) è stato un gesuita polacco, preposito generale della Compagnia dal 1814 alla morte.

## Biografia
Entrò nell'ordine nel 1765, ma nel 1773 papa Clemente XIV soppresse la compagnia: Brzozowski si spostò a Vilnius, dove venne ordinato sacerdote, e nel 1782 si trasferì a Polack dove venne riammesso tra i gesuiti che, grazie a Caterina II, non erano stati disciolti nei domini russi; nel 1802, Gabriel Gruber, venne eletto preposito della compagnia in Russia.
Il 7 agosto 1814 papa Pio VII restaurò l'ordine e nominò Brzozowski preposito della Compagnia.